# Přepravní kontrolor

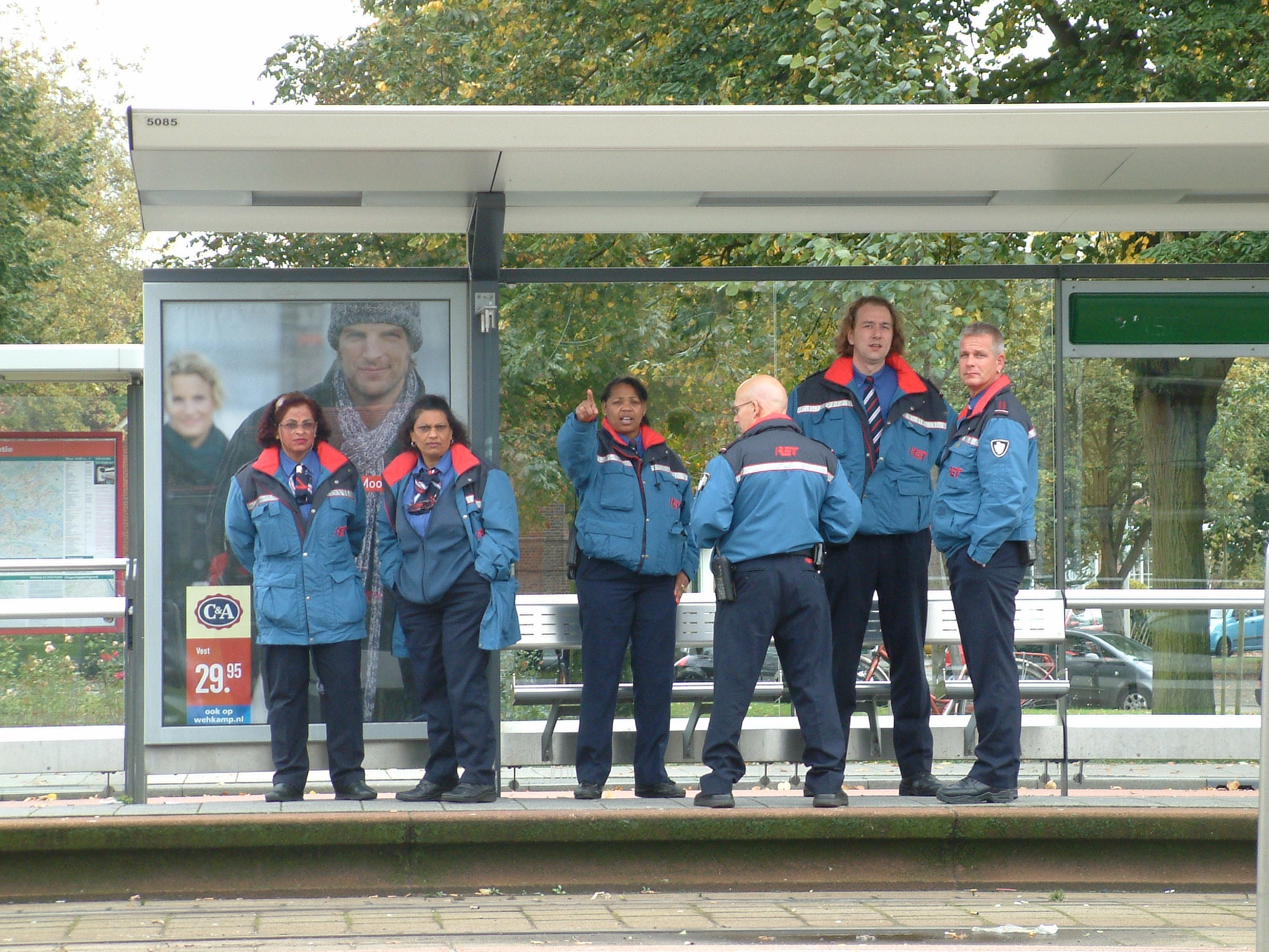
Uniformovaní revizoři v Rotterdamu v Nizozemsku

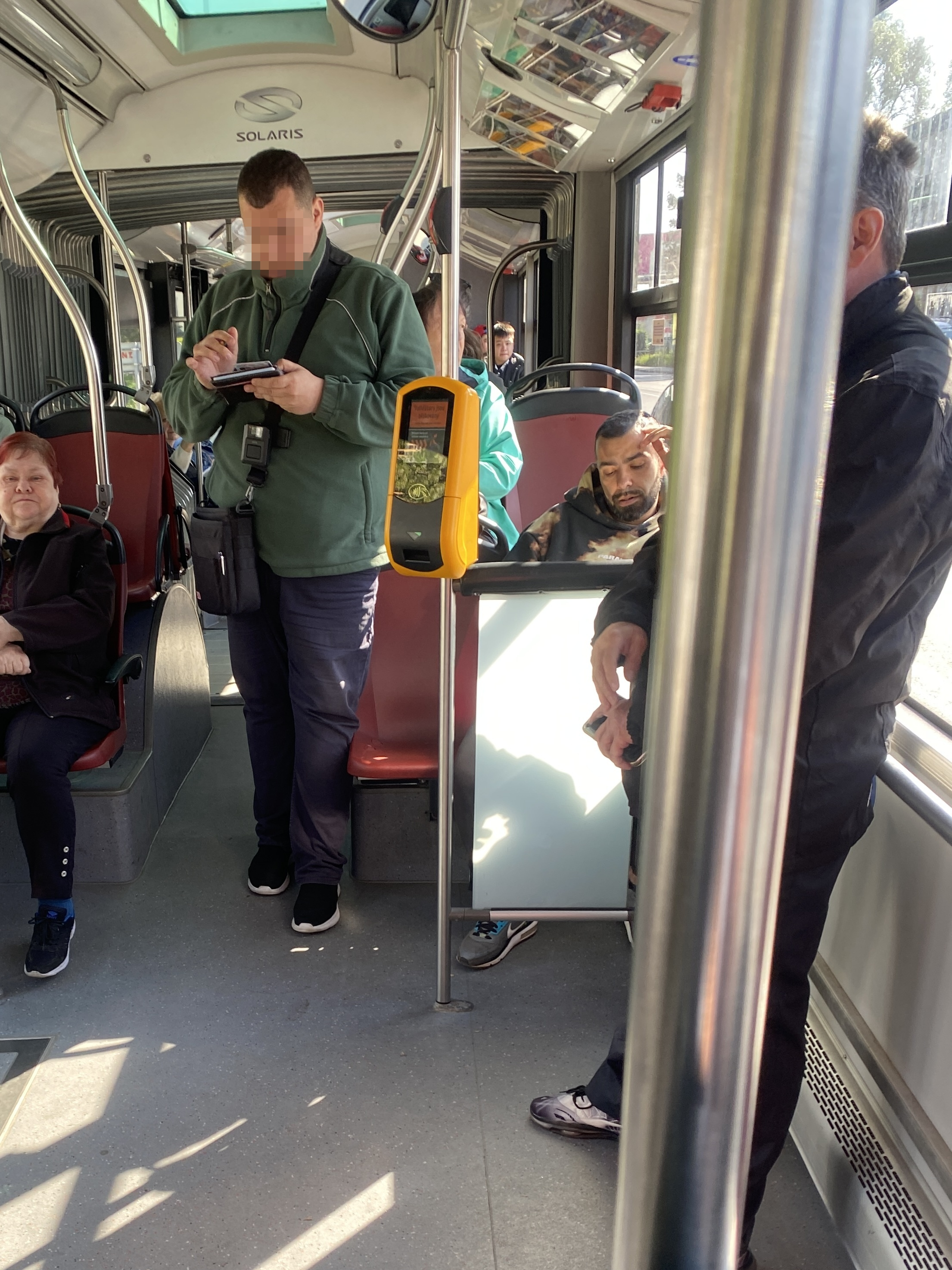
Revizor vypisuje pokutu

Přepravní kontrolor neboli revizor je osoba provádějící přepravní kontrolu, zejména v samoobslužných odbavovacích systémech. Přepravní kontrolor kontroluje u cestujících platnost jízdenek, průkazů na slevu jízdného a dokladů k bezplatné přepravě a dále dodržování přepravního řádu cestujícími. Za nepředložení platné jízdenky nebo za porušení přepravního řádu nebo za neuposlechnutí pokynů pracovníků dopravce je přepravní kontrolor oprávněn uložit cestujícímu sankci (přirážka, vyloučení z přepravy atd.).
V odbavovacích systémech, kde za kontrolu cestujících primárně odpovídá řidič nebo průvodčí, může být činnost revizora zaměřena též na kontrolu jejich práce, tedy správnost vydávání či kontroly jízdenek, případně prevenci krácení tržeb (vybírání jízdného bez vydání jízdenky).
Současná česká legislativa (zákon 111/1994 Sb. o silniční dopravě, zákon 266/1994 Sb. o drahách a vyhláška Ministerstva dopravy a spojů 175/2000 Sb. o přepravním řádu pro veřejnou drážní a silniční osobní dopravu) neužívá pojem přepravní kontrolor, kontrolor, ani revizor, ale pracovníky dopravce kteří jsou ve styku s cestujícími (řidič, strojvedoucí, průvodčí, revizor, popř. i jiní) označuje souhrnným názvem pověřená osoba dopravcem, zkráceně pověřená osoba. Dřívější právní úprava používala termín oprávněný pracovník dopravce; změna terminologie reflektovala na to, že přepravní kontroloři mohou působit i na základě jiných typů smluv než podle pracovněprávní smlouvy s dopravcem.
Učební text z roku 2006 pro přepravní kontrolory Dopravního podniku hl. m. Prahy a. s. uvádí: „Účel přepravní kontroly spočívá v preventivním působení na cestující a dále v působení sankčním, které nastupuje tehdy, pokud se účinky prevence nedostavily. Hrozba postihu má za cíl preventivně odrazovat cestující od neplnění stanovených přepravních a tarifních podmínek. Uplatnění postihu je pak právním následkem zjištěného nedodržení těchto podmínek.“

## Přepravní kontrola v historii a dnes u jednotlivých dopravců a revizorské firmy
Městská hromadná doprava v Plzni měla v době svého zahájení jednoho revizora - ve výroční publikaci

je uvedeno doslovně: "Elektrické dráhy pro Plzeň a okolí" měly v počátku 97 stálých a 6 výpomocných zaměstnanců: ... 1 revizora jízdních lístků ... (datováno 1899).
V městské hromadné dopravě v Praze nosili revizoři uniformu, následně civilní oděv s "buřinkou", od 1. října 1904 se prokazovali odznakem a od 1. července 1914 začali revizoři ukládat pokuty cestujícím bez jízdenky; do té doby cestující jen dopláceli chybějící jízdné.

Přepravní kontrolu si typicky zajišťuje každý dopravce sám svými zaměstnanci (například Dopravní podnik hlavního města Prahy a. s. měl k červenci 2012 svých přepravních kontrolorů 162), v některých případech však pověřuje dodavatelskou firmu, pracovníky objednatele nebo organizátora dopravního systému (např. ROPID a IDSK u menších dopravců v PID) či jeho subdodavatele atd. Například ve vnějších pásmech Pražské integrované dopravy provádí přepravní kontrolu Dopravní podnik hl. m. Prahy, jehož služby si objednává ROPID a IDSK (tj. Integrovaná doprava Středočeského kraje). Integrovaná doprava Středočeského kraje 2. října 2023 zahájila provádění přepravní kontroly. Revizoři IDSK se pohybují v autobusech PID ve Středočeském kraji. 
Na přepravní kontrolu ve vozidlech jiných subjektů se specializuje také například společnost ČSAD Ingsped, Controlling Petr Fiala nebo ASAD (Asistenční služby v autobusové dopravě), Přepravní kontrola Vyškov, Doprakon, AB finanční servis. Kvalifikační podmínky pro přepravní kontrolory si stanovuje každý zaměstnavatel sám. U některých dopravců vedle funkce přepravního kontrolora existuje ještě různé typy dopravní kontroly, která je zaměřena na dodržování předpisů pracovníků dopravce při výkonu služby, zpravidla skrytě, inkognito, a to buď s důrazem na provozní předpisy (technika jízdy), nebo s důrazem na potřeby cestujícího (mystery shopping).
Přepravní kontroloři jsou většinou zainteresováni na vybírání pokut i tím, že počet inkasovaných přirážek je podkladem pro prémiovou složku mzdy.
Obvykle přepravní kontroloři pracují v civilním oblečení, nikoliv v uniformě jako řidiči či průvodčí. Dopravní podnik hl. m. Prahy a. s. od dubna 2004 zkušebně zavedl nošení uniforem pro kontrolory působící v pražském metru, příměstských autobusových linkách a v lanové dráze na Petřín, a to údajně v reakci na stížnosti, že revizoři chodí zejména v létě nevhodně oblečení a nosí krátké kalhoty nebo různě pomalovaná trička. V městských tramvajích a autobusech pracují revizoři pražského DP i nadále v civilním oblečení. Postupem času se z nošení uniformy v metru a na lanové dráze Petřín stal standard, na příměstské autobusové linky naopak být uniforma použita nemusí. Při své práci mnohdy používají propracovanou taktiku, pracují ve dvojicích či ve skupině, odznak vytahují až po uzavření dveří vozidla a vytipovávají si černé pasažéry tak, aby jim neunikali. Ve stanicích metra jsou jejich oblíbená místa za eskalátory. Mnozí černí pasažéři (či zaměstnanci dopravců) mají obdobně propracované taktiky, jak revizora rozeznat a včas na jeho přítomnost zareagovat.
Dopravní podnik měst Mostu a Litvínova, v dubnu 2013 revizory vybavil uniformami a poté, co v autobusech zavedl usměrněný nástup předními dveřmi s kontrolou jízdenek řidičem, zavedl na tramvajích téměř nepřetržitou přítomnost revizorů ve vozech, čímž jejich činnost přiblížil dřívější funkci průvodčího. Podnik má 18 revizorů a ti pracují ve dvojicích.
Počet revizorů v letech 2018-2020:
Brno 40-42, České Budějovice 11-13, Olomouc 8-10, Ostrava 38-40, Pardubice 5-6, Plzeň 16-18 a Praha 138-152.

## Oprávnění přepravního kontrolora v Česku
Právní úprava přepravní kontroly
Obecně shrnuto:
Přepravní kontrolor (i jiný pracovník dopravce či jiná pověřená osoba) mohl cestujícímu uložit sankci za neprokázání se platnou jízdenkou či sankci za nesprávné chování; s tím souvisí i právo na zjištění totožnosti cestujícího. Dále přepravní kontrolor (či jiní) mohl cestujícího za určitých podmínek vyloučit z přepravy.

### Železnice
Dopravní řád pro železnice království a zemí na říšské radě zastoupených
§ 16 Kontrola jízdních lístků. Přirážky k jízdnému. Vstupenky na nástupiště (na perron).

"Jízdní lístek budiž na požádání při vstupu do čekárny, při vkročení nebo při opouštění nástupiště, při vstupu do vozu, jakož i kdykoliv za jízdy ukázán ... a po ukončení jízdy odevzdán."
"Cestující, jenž platným lístkem jízdním se nemůže vykázati, musí zaplatiti za trať jím projetou ... dvojnásobné jízdné, nejméně však 6 K. ... Kdo se průvodčím neb vlakvůdci bez vyzvání ohlásí ... má zaplatiti přirážku v obnosu 1 K k tarifní ceně, nikoli však více, než-li dvounásobné jízdné."
"Cestující, který okamžité zaplacené odepře, může být z jízdy vyloučen."
Obsah železničních přepravní řádů a železničných prepravných poriadkov z let 1928, 1939, 1941 a 1944 nebyl autorem odstavce nalezen, proto zde nejsou uvedena oprávnění železničních zaměstnanců vůči cestujícím.
Železniční přepravní řád vydaný jako vládní nařízení 1/1946 Sb. pojem revizor vysloveně nezná. Pro kontrolu jízdenek uvádí obecně "zaměstnance k tomu oprávněného". Při nepředložení jízdenky byl železniční zaměstnanec oprávněn vybrat dvojnásobek jízdného, minimálně však 50 Kčs. Sankce za porušení podmínek přepravy činily 10 Kčs (kouření a použití vlastního klíče) a 30 Kčs za neoprávněné obsazení místa.
Následný přepravní řád vydaný jako vládní nařízení 2/1952 Sb. a novelizovaný vládním nařízením 62/1953 Sb. rovněž nezná pojem revizor, používá pojmů "zaměstnance k tomu oprávněného" a "železničního zaměstnance". Za nepředložení jízdenky na výzvu zaplatil cestující přirážku 200 Kčs (přihlásil-li se sám 20 Kčs). Sankce za porušení podmínek přepravy činily 20 Kčs.
Následný přepravní řád vydaný jako vládní nařízení 37/1954 Sb. zmocňuje ministra dopravy k vydání předpisu mj. o ukládání pokut. Dokument se nepodařilo autorovi odstavce dohledat, proto důvody a výše pokut pro uvedené období zde nejsou uvedeny.
Následná vyhláška ministerstva dopravy 132/1964 Sb. o železničním přepravním řádu používá blíže nedefinované pojmy "oprávněný zaměstnanec" (§ 10, odst. 3), "zaměstnanec železnice při výkonu služby" (§ 11, § 18) a "průvodčí" (§ 18, § 21), nikoli revizor. Tito zaměstnanci byli oprávněni dávat cestujícím pokyny k bezpečnosti a plynulosti provozu a mohli kontrolovat plnění přepravních a tarifních podmínek. Mohli vyloučit z přepravy osoby bez jízdenky nebo osoby ohrožující bezpečnost nebo osoby nedodržující přepravní řád, a i osoby jsoucí na obtíž z důvodu nemoci. Při přepravní kontrole mohli oprávnění pracovníci uložit cestujícímu bez platné jízdenky přirážku 100 Kčs, přihlásil-li se cestující sám, pak 10 Kčs a mohli odebrat neplatnou časovou jízdenku. Za zavazadlo vyloučené z přepravy bylo možno uložit zaplatit částku 40 Kčs/kg, popř. 4 Kč/kg. Za neoprávněně obložené místo zaplatil cestující 30 Kčs, za neuvolnění místa rezervovaného místenkou 40 Kčs, za porušení zákazu kouření 30 Kčs.

### Linková autobusová doprava
Přepravní řády pro linkovou autobusovou dopravu před rokem 1953 nebyly autorem odstavce nalezeny, proto zde nejsou uvedena oprávnění zaměstnanců dopravce vůči cestujícím. Nechá se předpokládat, že každý dopravce vydával své vlastní podmínky přepravy. (Poznámka z hesla Wikipedie - vznik Československé automobilové dopravy, n.p. se datuje 1. 1. 1949.)
Automobilový přepravní řád byl vydaný jako vyhláška ministerstva dopravy 198/1953 Ú.l. (=Úřední list).
Osoby jsou zde pojmenovány jako "průvodčí" (kam je zařazen i odbavující řidič) a "revisní orgán". Přepravní kontrola je pojmenována jako "revise jízdenek" nebo "jiné revisní opatření". Výši přirážky stanovoval tarif. Z přepravy mohly být vyloučeny osoby opilé, neslušně se chovající, nedodržující přepravní řád, neuposlechnuvší pokynů průvodčího nebo jsoucí cestujícím jinak na obtíž.
Následná vyhláška ministerstva dopravy 133/1964 Sb. o silničním přepravním řádu definuje jako "oprávněné pracovníky" ty pracovníky dopravce, kteří jsou pověřeni kontrolou dopravní služby a jsou opatřeni kontrolním odznakem nebo kontrolním průkazem nebo kteří jsou ve stejnokroji. Ti byli oprávněni dávat cestujícím pokyny k bezpečnosti a plynulosti provozu a mohli kontrolovat plnění přepravních a tarifních podmínek. Mohli vyloučit z přepravy osoby bez jízdenky nebo osoby ohrožující bezpečnost nebo osoby nedodržující přepravní řád. Při přepravní kontrole mohli oprávnění pracovníci uložit cestujícímu bez platné jízdenky přirážku 30 Kčs (u zavazadla 4 Kčs) a mohli odebrat neplatnou časovou jízdenku. Za zavazadlo vyloučené z přepravy bylo možno uložit pokutu 60 Kčs.

### Městská hromadná doprava
Přepravní řády pro MHD před rokem 1954 nebyly autorem odstavce nalezeny, proto zde nejsou uvedena oprávnění zaměstnanců dopravce vůči cestujícím. Nechá se předpokládat, že každý dopravce vydával své vlastní podmínky přepravy.
Přepravní řád pro městskou hromadnou dopravu byl vydaný jako vyhláška ministerstva dopravy 364/1953 Ú.l. (=Úřední list), novelizován byl vyhláškou MD 7/1963 Sb.
Revizor je ve vyhlášce pojmenován jako "dozorčí orgán", přepravní kontrola je označena jako "revise".
Přirážka za neprokázání se jízdenkou činila 10 Kčs, po novele v roce 1963 činila 30 Kč. Přirážka za porušování přepravního řádu není stanovena.
Zaměstnanci ve stejnokroji nebo se služebním odznakem byli oprávněni zjišťovat totožnost cestujících při porušení přepravního řádu nebo tarifu, při rušení dopravy, při ohrožování bezpečnosti nebo při spáchání trestného činu. Z přepravy mohly být vyloučeny osoby opilé, neslušně se chovající, nedodržující přepravní řád, neuposlechnuvší pokynů průvodčího nebo jsoucí cestujícím jinak na obtíž.
Následná vyhláška ministerstva dopravy 127/1964 Sb. o městském přepravním řádu definuje jako "oprávněné pracovníky" ty pracovníky dopravce, kteří jsou pověřeni kontrolou dopravní služby a jsou opatřeni kontrolním odznakem nebo kontrolním průkazem nebo kteří jsou ve stejnokroji. Ti byli oprávněni dávat cestujícím pokyny k bezpečnosti a plynulosti provozu a mohli kontrolovat plnění přepravních a tarifních podmínek. Mohli vyloučit z přepravy osoby bez jízdenky nebo osoby ohrožující bezpečnost nebo osoby nedodržující přepravní řád. Při přepravné kontrole mohli oprávnění pracovníci uložit cestujícímu bez platné jízdenky přirážku 30 Kčs (u zavazadla pětinásobek dovozného) a mohli odebrat neplatnou časovou jízdenku. Za zavazadlo vyloučené z přepravy bylo možno uložit přirážku 60 Kčs.

### Všechny druhy dopravy po roce 2000
Dlouhou dobu byla přeprava cestujících upravena vyhláškami: vyhláška č. 127/1964 Sb., o městském přepravním řádu, později vyhláška č. 71/1999 Sb., současně vyhláška č. 132/1964 Sb., o železničním přepravním řádu, současně vyhláška č. 3/1977 Sb., o přepravním řádu lanových drah, současně vyhláška č. 133/1964 Sb. (později vyhláška č. 71/1999 Sb.) o přepravním řádu pro silniční dopravu osob.
Tyto vyhlášky byly zrušeny k 31. 7. 2000.
Dne 1. 8. 2000 nabyla účinnosti novela zákona 111/1994 Sb. o silniční dopravě a dne 1. 4. nabyla účinnosti novela zákona 266/1994 Sb. zavádějící "pověřené osoby".
V témže roce byla vydaná vyhláška 175/2000 Sb., přepravní řád pro veřejnou drážní a silniční osobní dopravu.
Ve veřejné silniční linkové dopravě v České republice musí být přepravní kontrolor jako pověřená osoba vybaven kontrolním odznakem a průkazem; ve veřejné drážní osobní dopravě v České republice musí být přepravní kontrolor jako pověřená osoba vybaven kontrolním odznakem nebo průkazem. Mimo to je pověřenou osobou vždy řidič nebo strojvedoucí a vždy průvodčí. Podobu a náležitosti odznaku či průkazu obecně závazné předpisy nestanoví. Obecně závazné předpisy neupravují, kdy, jakým způsobem a za jakých podmínek pověřená osoba prokazuje své oprávnění; stanoví pouze, co musí cestující dělat „na výzvu pověřené osoby“.
Přepravní kontrolor může zejména vyžadovat předložení jízdních dokladů, vyžadovat upuštění od jednání, které je v rozporu s přepravním řádem (např. kouření, zneužívání signalizace), nebo dávat cestujícím pokyny týkající se bezpečnosti a plynulosti přepravy.
Cestujícímu, který nepředloží při kontrole platný jízdní doklad (zejména nepředloží-li žádný, předloží jen neplatný nebo i jízdenku má, ale její předložení odmítne), může přepravní kontrolor uložit přirážku k jízdnému. Pokud přirážku cestující nezaplatí, je povinen se prokázat přepravnímu kontrolorovi osobním dokladem a sdělit osobní údaje potřebné na vymáhání zaplacení jízdného a přirážky, jimiž se rozumí jméno, příjmení, datum a místo narození a adresa pro doručování. Pokud cestující tuto povinnost nesplní, je povinen na výzvu následovat pověřenou osobu na vhodné pracoviště veřejné správy ke zjištění totožnosti anebo setrvat na vhodném místě do příchodu osoby oprávněné zjistit jeho totožnost (typicky prostřednictvím policie). Pokud cestující ani tuto povinnost nesplní (například odchází z místa kontroly, nebo fyzicky napadá pověřenou osobu dopravcem), je pověřená osoba oprávněna jednat v souladu se zněním obecně závazného právního předpisu, aby byla zajištěna práva dopravce. Přepravní kontrolor si v takovém případě může vynutit setrvání cestujícího na příchod osoby oprávněné zjistit její totožnost, avšak za předpokladu, že fyzická síla použitá vůči cestujícímu bude přiměřená a na nezbytně nutnou dobu (typicky do příjezdu policie).

Přepravní kontrolor není úřední osobou a ani v minulosti nebyl veřejným činitelem.
Cestujícímu, který přes upozornění (nejen slovní a nejen od revizora) pokračuje v porušování přepravního řádu, může přepravní kontrolor uložit přirážku. Stejně i v případě, že cestující neuposlechne oprávněného pokynu/příkazu.
Ustanovení zákonů ohledně práv pověřených osob byla mnohokrát novelizována.
Ústavní soud vydal několik nálezů v kauzách týkajících se přepravní kontroly.
Přepravní kontrolou se zabývají některé články na populárně-právním webovém deníku epravo.cz

## Přepravní kontroloři v zahraničí

### Spojené státy americké
Ve Spojených státech je systém veřejné dopravy mnohem méně rozšířený než v Evropě, ale v městech jako New York, San Francisco a Chicago hrají revizoři klíčovou roli. V některých amerických městech revizoři pracují ve spolupráci s policií a kontroly jsou prováděny jak v dopravních prostředcích, tak ve stanicích. Pokuty se pohybují v rozmezí 50 až 120 dolarů, v závislosti na městě a závažnosti přestupku. V New Yorku (MTA) pomáhá tamním přepravním kontrolorům v identifikaci cestujících bez platné jízdenky také AI. Neexistuje jednotná federální úprava, podmínky přepravní kontroly si určují jednotliví dopravci, příp. jsou dány městskými vyhláškami. Právní rámec, který ovlivňuje práci tamních revizorů, je tedy směsí místních zákonů, nařízení dopravců a obecných principů občanského práva.

### Německo
Revizoři zde obvykle nosí civilní oblečení, což jim umožňuje nepozorovaně kontrolovat cestující. Pokud cestující nemá platnou jízdenku, může dostat pokutu, tzv. EBE (Beförderungsentgelt) která se pohybuje kolem 60 € až 100 €. V některých městech, jako je Berlín, jsou pokuty vyšší a revizoři jsou vybaveni přenosnými platebními terminály, aby bylo možné pokutu zaplatit okamžitě na místě.
Oproti České republice je zde jízda bez platné jízdenky klasifikována jako trestný čin na základě § 265a německého trestního zákoníku (Strafgesetzbuch, StGB). Tento paragraf se týká „podvodného získání služby“ (Erschleichen von Leistungen) a zahrnuje nejen jízdu bez jízdenky ve veřejné dopravě, ale i další způsoby podvodného využívání služeb, například sledování televize bez zaplacení licenčních poplatků.
V praxi to znamená, že pokud někdo v Německu cestuje veřejnou dopravou bez platné jízdenky a je přistižen, může být tento čin klasifikován nejen jako přestupek, ale také jako trestný čin. V případě odsouzení může pachatel čelit pokutě nebo v závažnějších případech dokonce trestu odnětí svobody až na jeden rok. Přibližně 7 000 lidí si ročně odpykává trest odnětí svobody za úniky na jízdném. Pokud cestující odmítne spolupracovat, mohou ho přepravní kontroloři zadržet (Festhalten) do příjezdu policie, což je v souladu s § 127 německého trestního zákoníku (Jedermann-Festnahmerecht – právo občanského zadržení).

### Rakousko
Pokud cestující nemá platnou jízdenku je mu uložena pokuta. Pokuty se obvykle pohybují kolem 100 € až 150 €, přičemž pokud pokutu nezaplatíte ihned, může se částka zvýšit. V případě nezaplacení pokuty může následovat soudní řízení, které může vést k vyšším nákladům a dalším sankcím. Revizoři mají právo vyžádat si od cestujících doklady totožnosti, aby zjistili jejich osobní údaje. Práva přepravních kontrolorů jsou obdobná těm, které mají kontroloři v Německu.

### Slovensko
Cestující bez platného jízdního dokladu zaplatí na Slovensku v rozmezí od 20 € do 110 €. Výše přirážky se liší v závislosti na daném městě, případně IDS. Pro příklad: 
| Město           | Pokuta na místě | Maximální pokuta |
| --------------- | --- | --- |
| Bratislava      | 80 € + cena základního 30-minutového jízdního dokladu (1,10 €) nebo do 10. pracovního dne.                                                                  | 110 € (v případě zaplacení po 11. pracovním dnu) + cena základního 30-minutového jízdního dokladu (1,10 €)                       |
| Trnava          | 20 € (nebo do 5 kalendářních dnů, u dětí do dovršení 15 let do 10 kalendářních dnů, převodem na účet dopravce) + cena základní nezlevněné jízdenky (0,70 €) | 50 € (v případě pozdějšího zaplacení než 15 kalendářních dnů ) + cena základní nezlevněné jízdenky (0,70 €)                      |
| Nitra           | 20 € (nebo do tří pracovních dnů, v případě dětí do dovršení 15. roku věku do 30 pracovních dnů, v doplatkové pokladně dopravce) + cena základní jízdenky   | 70 € (v případě pozdějšího zaplacení než 30 pracovních dnů) + cena základní jízdenky                                             |
| Trenčín         | 25 € (nebo při úhradě do 3 kalendářních dnů v zákaznickém centru TD Transport) + cena základní nezlevněné jízdenky                                          | 40 € ( po 30 kalendářních dnech od zjištění porušení přepravně-tarifních předpisů revizorem) + cena základní nezlevněné jízdenky |
| Žilina          | 40 € + jízdné (nebo při úhradě do 5 pracovních dnů na prodejním místě)                                                                                      | 65 € + jízdné ( po 30 kalendářních dnech od zjištění porušení přepravně-tarifních předpisů)                                      |
| Bánská Bystrica | 25 € (nebo v případě nezletilých cestujících do 15 let při úhradě do 7 kalendářních dnů v dopravní kanceláři) + cena základní nezlevněné jízdenky           | 100 € (po 30 kalendářních dnech od zjištění porušení přepravně-tarifních předpisů) + cena základní nezlevněné jízdenky           |
| Prešov          | 26 € (nebo při úhradě do 5 kalendářních dnů v prodejně DPMP) + jízdné                                                                                       | 33 € při dodatečné úhradě + jízdné                                                                                               |
| Košice          | 40 € + základní jízdné | 60 € (v případě pozdějšího zaplacení než 4 pracovní dny ) + základní jízdné                                                      |

Nejvíce práv mají přepravní kontroloři v Německu, Rakousko a v České republice.